# Arrondissement du Vogtland (1994-2008)
Pour arrondissement actuel, voir Arrondissement du Vogtland.
L'arrondissement du Vogtland était un arrondissement  (Landkreis en allemand) de Saxe (Allemagne), dans le district de Chemnitz de 1994 à 2008. Son chef lieu était Plauen.
Il fut regroupé avec l'ancienne ville-arrondissement de Plauen le 1er août 2008 pour former le nouvel arrondissement du Vogtland selon la réforme des arrondissements de Saxe de 2008.